# Leila Bennett
Pour les articles homonymes, voir Bennett.
Leila Bennett, née le 17 novembre 1892 à Newark (New Jersey) et morte le 5 janvier 1965 à New York (État de New York), est une actrice américaine.

## Biographie

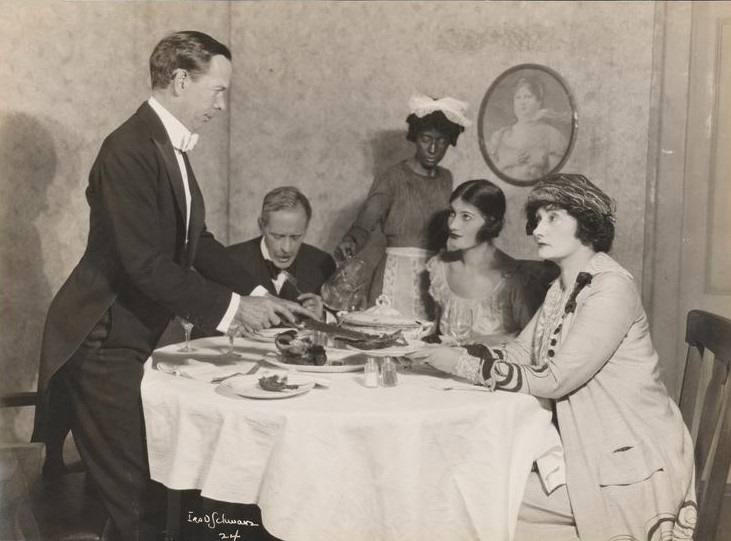
Frank Craven, Hale Norcross, Leila Bennett, Roberta Arnold et Merceita Esmonde (de g. à d.), dans The First Year (Broadway, 1920-1922)

Leila Bennett débute au théâtre dans les années 1910 et joue notamment à Broadway (New York) dans sept pièces, la première en 1919 ; la deuxième est The First Year (en) de (et avec) Frank Craven (1920-1922), où elle personnifie une servante noire. Ses trois dernières pièces à Broadway sont A Holy Terror de Winchell Smith (en) et George Abbott (1925, avec Millard Mitchell et Charles Wagenheim), It's a Wise Child de Laurence E. Johnson (1929-1930, avec Humphrey Bogart et Porter Hall) et enfin Company's Coming d'Alma Wilson (1931, avec Frieda Inescort et Rosalind Russell).
Cette même année 1931, elle apparaît pour la première fois au cinéma dans Gentleman's Fate de Mervyn LeRoy (avec John Gilbert et Louis Wolheim). Suivent vingt-et-un autres films américains, exclusivement dans les années 1930, dont Le Harpon rouge d'Howard Hawks (1932, avec Edward G. Robinson et Richard Arlen), le western Sunset Pass d'Henry Hathaway (1933, avec Randolph Scott et Tom Keene) et La Marque du vampire de Tod Browning (1935, avec Lionel Barrymore et Béla Lugosi). Son dernier film est Furie de Fritz Lang (1936, avec Spencer Tracy et Sylvia Sidney).
Leila Smith meurt en 1965, à 72 ans.

## Théâtre à Broadway (intégrale)
- 1919 : Thunder de Peg Franklin : Mandy Coulter
- 1920-1922 : The First Year (en) de Frank Craven : Hattie[1]
- 1921 : The Wheel de (et mise en scène par) Winchell Smith (en) : Norah Rooney
- 1923-1924 : Chicken Feed de Guy Bolton : Luella Logan
- 1925 : A Holy Terror de Winchell Smith (en) et George Abbott : Becky Chapman
- 1929-1930 : It's a Wise Child de Laurence E. Johnson, mise en scène et production de David Belasco : Bertha
- 1931 : Company's Coming d'Alma Wilson : Susie

## Filmographie partielle

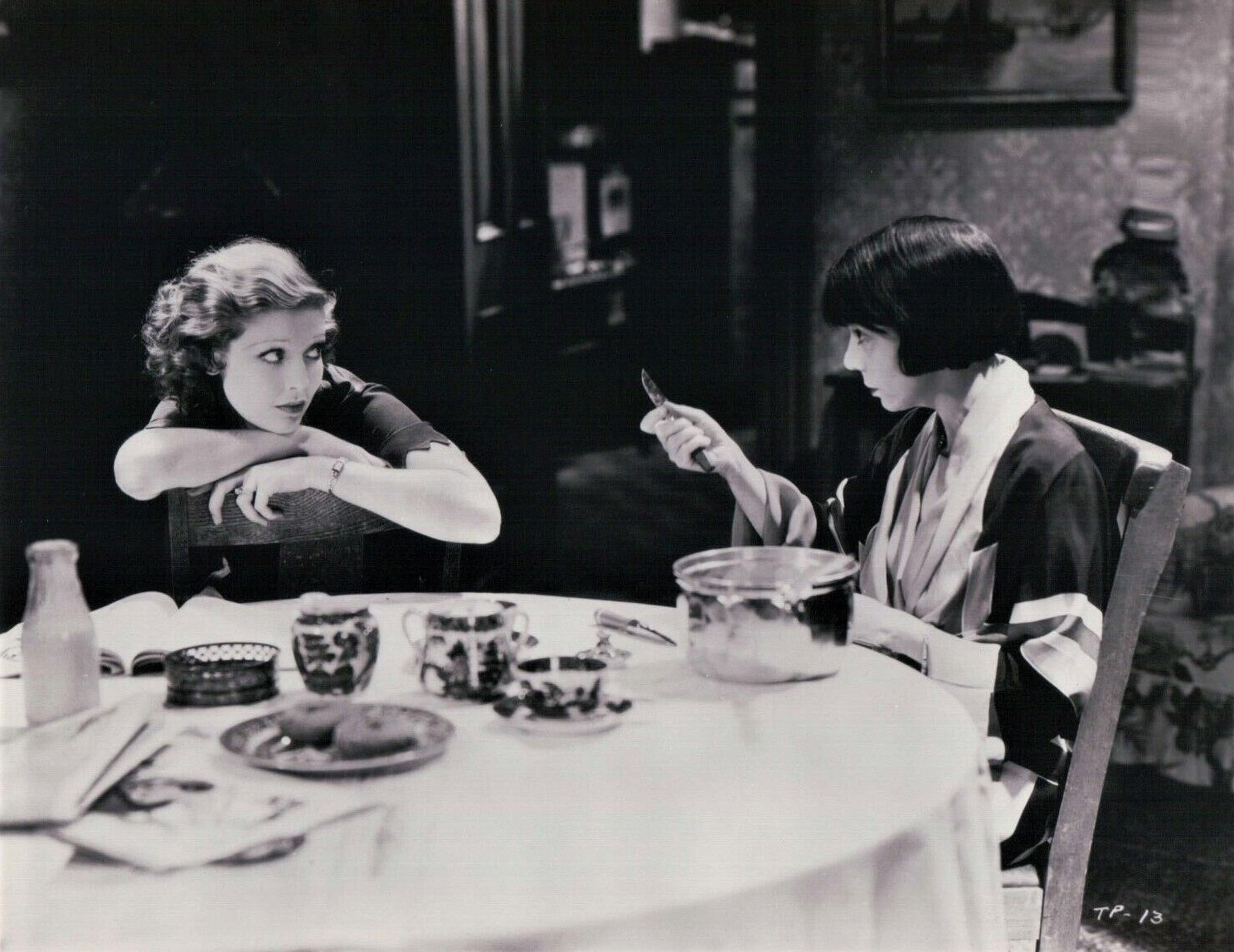
Avec Loretta Young (à g.), dans Taxi! (1932)

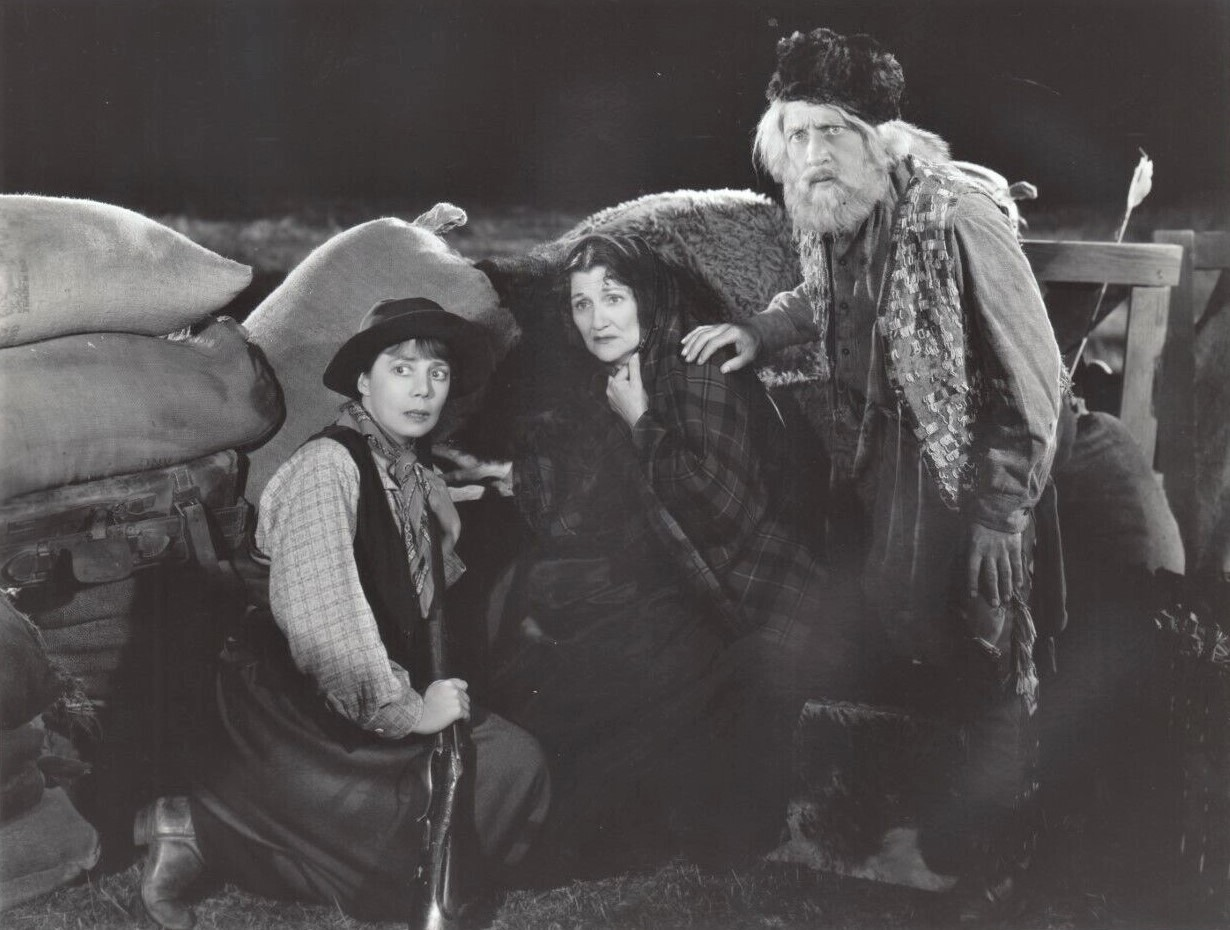
Leila Bennett, Jan Duggan et Raymond Hatton (de g. à d.), dans Wagon Wheels (1934)

- 1931 : Gentleman's Fate de Mervyn LeRoy : une employée du flunch
- 1932 : Taxi! de Roy Del Ruth : Ruby
- 1932 : Mes petits (Emma) de Clarence Brown : Matilda
- 1932 : The Purchase Price de William A. Wellman : Emily
- 1932 : Docteur X (Doctor X) de Michael Curtiz : Mamie
- 1932 : Le Harpon rouge (Tiger Shark) d'Howard Hawks : Muggsey
- 1933 : Sa femme (No Other Woman) de J. Walter Ruben : Susie Bogavitch
- 1933 : Sunset Pass d'Henry Hathaway : Hetty Miller
- 1933 : A Study in Scarlet d'Edwin L. Marin : Daffy Dolly
- 1933 : Un cœur, deux poings (The Prizefighter and the Lady) de W.S. Van Dyke : la servante de l'indicateur
- 1934 : Strictly Dynamite d'Elliott Nugent : Mary Hoffman
- 1934 : Femme d'intérieur (Housewife) d'Alfred E. Green : Jenny
- 1934 : Dames (titre original) de Ray Enright et Busby Berkeley : Laura
- 1934 : Wagon Wheels (en) de Charles Barton : Hetty Masters
- 1935 : La Marque du vampire (Mark of the Vampire) de Tod Browning : Maria
- 1936 : Furie (Fury) de Fritz Lang : Edna Hooper

## Note et référence
1. ↑  Rôle repris par Carolynne Snowden (en) dans l'adaptation au cinéma de 1926 sous le même titre original (titre français : Giboulées conjugales).